# Film im Qing-Kaiserreich und in der Republik China (1896–1949)
Dieser Artikel umfasst das Filmschaffen im Qing-Kaiserreich (1616–1911) und in der Republik China (1912–1949) bis zur Ausrufung der Volksrepublik China 1949.

## Qing-Kaiserreich
Die Geschichte des Films in China beginnt mit Europäern und US-Amerikanern, die in den Konzessionen ihre neue Unterhaltungskunst präsentierten und gleichzeitig für ihr heimisches Publikum exotische Bilder aus dem Alltagsleben der chinesischen Bevölkerung einfingen. Die erste Filmvorführung fand am 11. August 1896 in Shanghai statt. Dort wurden im Xu-Vergnügungspark der französischen Konzession Filme der Brüder Lumière gezeigt. Das Medium Film war zu diesem Zeitpunkt noch kein Jahr alt. Andere in China tätige Pioniere des Mediums Film waren z. B. Charles Pathé und James Ricalton.
Die Geschichte des chinesischen Films beginnt 1905 in dem Pekinger Fengtai-Photostudio mit dem Abfilmen der Pekingoper „Der Berg Dingjun“ (Ding jun shan) mit dem damaligen Star der Pekingoper Tan Xinpei. Die filmische Konservierung traditionellen Theaters dominiert die frühe Entwicklung des chinesischen Films bis in die 1920er Jahre.

## Republik (1912–1949)
Der Sturz des Kaisers, die Gründung der Republik, das Vordringen der westlich geprägten Moderne und des Kolonialismus und geistige Strömungen wie die Bewegung des vierten Mai erschütterten das Land und forcierten die Entwicklung des chinesischen Kinos. Zum Zentrum des chinesischen Films entwickelte sich Shanghai, wo in den 20er Jahren ein kommerzielles Unterhaltungskino entstand, das sich häufig an westlichen Genres orientierte. Daneben trat bald ein intellektuelles, sozial engagiertes Kino (shehuipian), das in Personal und Themen eng mit der Entwicklung eines modernen chinesischen Sprechtheaters verknüpft war. Eine Pionierrolle kommt dabei Zhang Shichuan und den von ihm 1922 mitgegründeten Mingxing-Studios zu. Ein wichtiges frühes shehuipian war der von ihm bereits 1916 realisierte „Unschuldiger Geist in der Opiumhöhle“ (Heiji yuanhun), in dem anhand der Geschichte einer durch das Opium zerstörten Familie patriotische und gesellschaftskritische Ansichten ausgedrückt wurden. Weitere bedeutende Personen der Frühzeit des chinesischen Films sind Li Minwei als Gründer der Filmgesellschaft Minxin, die Autoren Hong Shen, Zheng Zhengqiu und Tian Han, sowie der Schauspieler Ouyang Yuqian.
Die Machtergreifung im ganzen Land durch die Kuomintang (KMT) unter Führung von Chiang Kai-shek wirkte sich ab 1929 mit ersten Zensurmaßnahmen auf das chinesische Kino aus. Die auf gesellschaftliche Harmonie setzende Ideologie der Nationalisten duldete keine Darstellung sozialer Missstände durch die häufig links bzw. marxistisch geprägten Intellektuellen oder Kritik an der Appeasement-Politik gegenüber der japanischen imperialistischen Politik in China. Dennoch ging 1930 mit dem, in Zusammenarbeit mit Pathé produzierten, ersten chinesischen Tonfilm „Sängerin Rote Päonie“ (Genü hongmudan) zumindest die technische Entwicklung weiter. In ständigem Konflikt mit Zensur und Polizei der KMT, die in Morden und 1934 im Niederbrennen der Yihua-Studios gipfelten, wurden die unabhängigen Filmemacher allmählich in den Untergrund oder den kommunistischen Stützpunkt Yan’an getrieben. Unter diesen lebensgefährlichen Umständen konnten in Filmen wie „Das Lied der Fischer“ (Yu guang qu, 1934) von Cai Chusheng gesellschaftliche Themen nur angedeutet und indirekt durch Schnitt und Montage ausgedrückt werden. Dieser von der wichtigen Filmgesellschaft Lianhua produzierte Film gewann den ersten internationalen Filmpreis für einen chinesischen Film, beim Internationalen Filmfestival in Moskau 1935. Weitere bedeutende Persönlichkeiten des chinesischen Films der 1930er waren der Produzent Luo Mingyou, die Regisseure Bu Wancang, Sun Yu, Wu Yonggang, Cheng Bugao, Fei Mu, Yuan Muzhi und Shi Dongshan und die Darsteller Hu Die, Jin Yan, Zhao Dan, Ruan Lingyu, Zheng Junli und Li Lili. Auch Jiang Qing, die spätere Gemahlin Mao Zedongs und zentrale Figur der Kulturrevolution, erschien bis 1937 in mehreren Filmproduktionen als Schauspielerin unter dem Namen Lan Ping.
Der Ausbruch offener Kriegshandlungen zwischen Japan und China und die Besetzung Shanghais durch japanische Truppen im November 1937 machte der Geschichte der unabhängigen Shanghaier Studios ein Ende. Die folgenden Jahre werden durch Kriegspropaganda geprägt. Im japanisch beherrschten Bereich entstanden mit der Gründung der Filmgesellschaft der Mandschurei riesige Studios in Changchun, wo imperialistische Propagandafilme wie Neues Land (Xin tu) gedreht wurden. Im kommunistischen Stützpunkt Yan’an formierte sich unter Führung von Yuan Muzhi 1938 die Yan’an-Filmgruppe, die mit sehr begrenzten finanziellen und technischen Möglichkeiten Propaganda für den Befreiungskampf der Kommunisten produzierte. Entscheidend für die weitere Zukunft der Filmkunst wie auch aller anderen Künste in China wurden Mao Zedongs Yan’an-Reden von 1942. Dort wurde unter dem Prinzip des sogenannten sozialistischen Realismus Kunst auf eine propagandistische Funktion reduziert und die selbständige Existenz ästhetischer Werte verneint. Mit dieser Verpflichtung auf einen didaktischen Zweck konnte in der Kunst jede Abweichung von der offiziellen Linie bei Bedarf geahndet werden.